# علي بن عربية
علي بن عربية (ولد في 8 أكتوبر عام 1968، في وهران في الجزائر) هو لاعب كرة قدم جزائري، قدم إلى فرنسا وهو صغير وبدأ مسيرته الكروية هناك في:
R.O.C.(Razimbaud Omnisport Club)
في مدينة ناربون الفرنسية م 1987. انتقل بعدها إلى عدة أندية فرنسية من بينها نادي بوردو وباريس سان جرمان. في عام 2001 لعب خارج فرنسا لصالح نادي مانشستر سيتي الإنجليزي، وكانت آخر مباراة لعبها مع النادي هي مباراته ضد نادي برشلونة الإسباني عام 2003.
في 27 يوليو من نفس العام، التحق بن عربية إلى نادي الريان القطري، وبعد عامين انتقل إلى نادي نادي قطر. بن عربية، الجزائري، الفرنسيأي مزدوج الجنسية، يتمنى دائماً أن يمثل وطنه دولياً، مع أنه استجاب إلى طلب المنتخب الجزائري، حيث لعب في جهته في كأس أمم أفريقيا عام 2002 لأول مرة ضد بوركينا فاسو. ومنذ ذلك الحين مثل بلده عدة مرات دولياً.

## وصلات خارجية
- علي بن عربية على موقع الاتحاد الدولي (مؤرشف)  (الإنجليزية)
- علي بن عربية على موقع رابطة كرة القدم الفرنسية للمحترفين (الإنجليزية)
- علي بن عربية على موقع قاعدة بيانات كرة القدم.إي يو (الإنجليزية)
- علي بن عربية على موقع ليكيب (الفرنسية)
- علي بن عربية على موقع ناشيونال فوتبول تيمز (الإنجليزية)
- علي بن عربية على موقع Soccerbase.com (لاعب) (الإنجليزية)
- علي بن عربية على موقع عالم كرة القدم.نت (الإنجليزية)